# Présidence de Jacques Chirac
Président de la République française
Présidence de François Mitterrand Présidence de Nicolas Sarkozy
La présidence de Jacques Chirac commence le 17 mai 1995 et s'achève le 16 mai 2007. Longue de 12 ans, elle s'étend sur un septennat et un quinquennat :
- le premier mandat, du 17 mai 1995 au 16 mai 2002 ;
- le second mandat, du 17 mai 2002 au 16 mai 2007.

Jacques Chirac est élu président de la République française en 1995 pour un mandat de sept ans, puis réélu en 2002 pour cinq ans.